# نادي ليفينغستون
نادي ليفينغستون لكرة القدم (بالإنجليزية: Livingston F.C.)‏ هو نادي كرة قدم بريطاني تأسس في 1943 ، يقع مقره الرئيسي في ليفينغستون، ويلعب في دوري كرة القدم الاسكتلندي الدرجة الأولى ‏.

## وصلات خارجية
- الموقع الرسمي